# Johannisthal

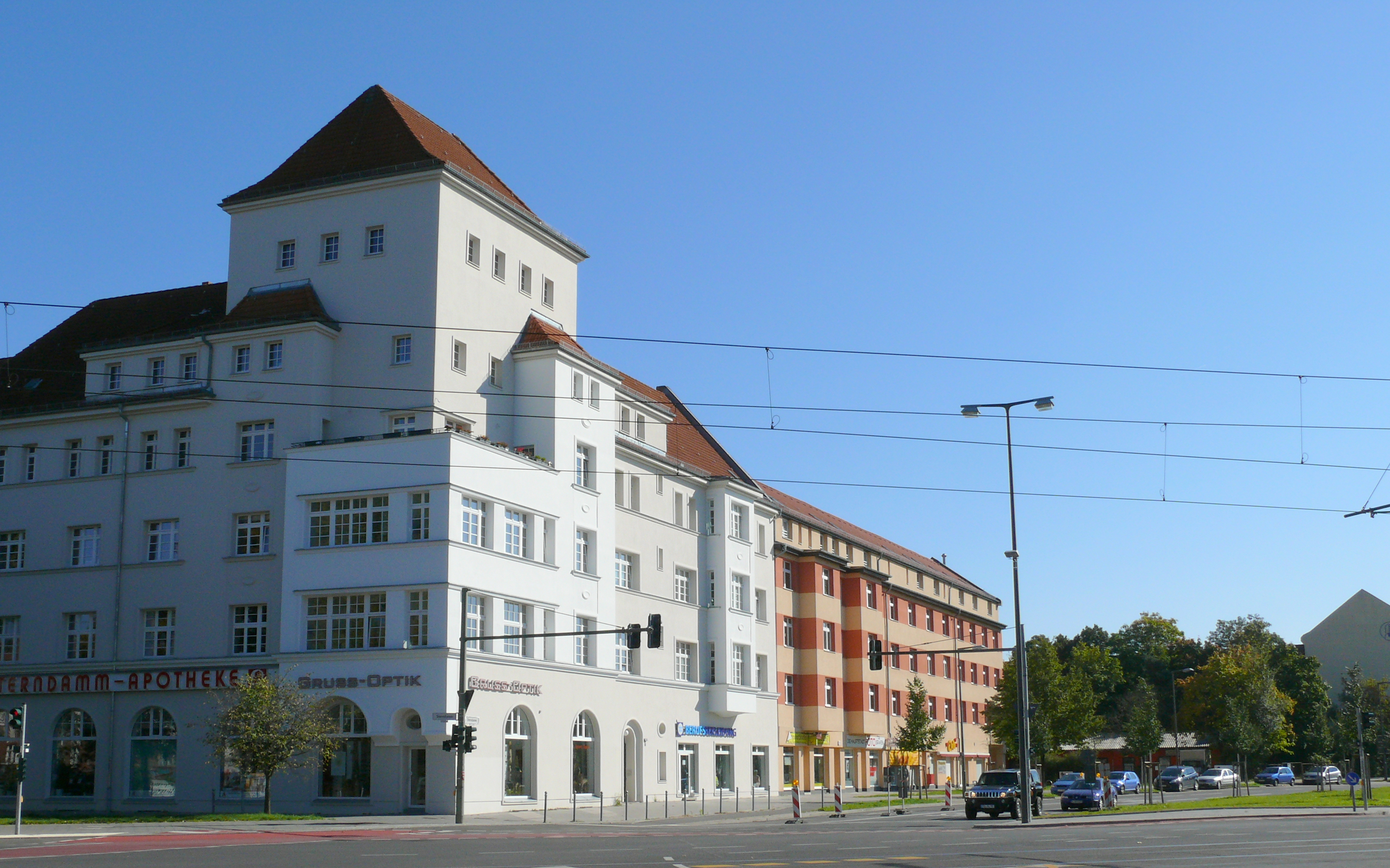
Gross-Berliner Damm i Johannisthal

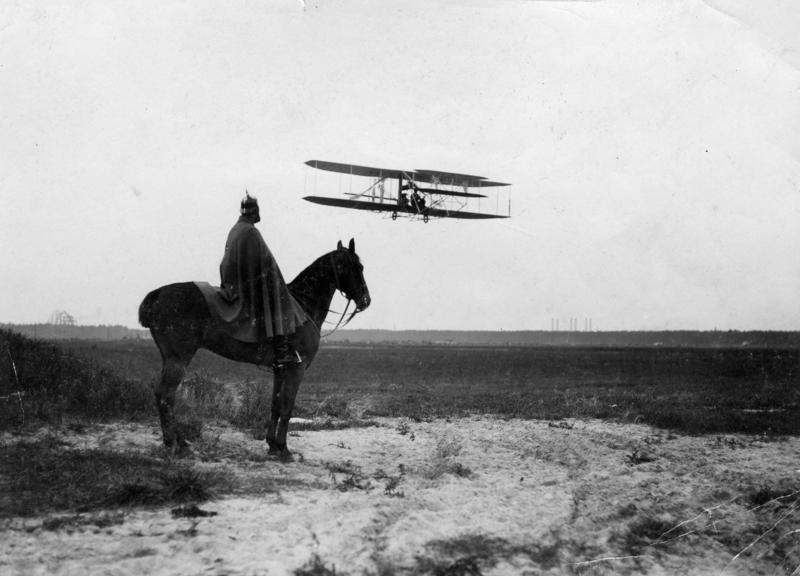
Flygning vid Johannisthals flygfält 1910.

Johannisthal är en stadsdel i stadsdelsområdet Treptow-Köpenick i Berlin. Johannisthal är känt som det tyska flygets födelseplats då Johannisthals flygfält var den första flygplatsen i Tyskland vid sitt öppnade 1909. Området utvecklades fram till första världskriget som plats för den tyska flygindustrin. 1920 blev Johannisthal en del av Stor-Berlin.